# مینامی، کیوتو
می‌نامی (به لاتین: Minami-ku) یک منطقهٔ مسکونی در ژاپن است که در کیوتو واقع شده‌است. می‌نامی ۱۵٫۸۱ کیلومتر مربع مساحت و ۹۹٬۹۲۷ نفر جمعیت دارد.